# Mitja Oranič
Mitja Oranič, né le 3 avril 1986 à Kranj, est un coureur du combiné nordique slovène.

## Biographie
Il fait ses débuts au niveau international en Coupe du monde B en décembre 2001. En 2007, il participe à ses premières courses en Coupe du monde et est médaillé d'argent à l'Universiade de Turin sur l'épreuve par équipes avec départ en masse. Il prend part à ses premiers championnats du monde cette année aussi à Sapporo et marque ses premiers points dans la Coupe du monde l'hiver suivant (26e à Seefeld). 
En janvier 2009, il remporte sa seule victoire sur la Coupe continentale, à Kranj. Quelques semaines plus tard, il réalise sa meilleure série de résultats dans la Coupe du monde avec deux top quinze à Chaux-Neuve, puis une dixième place à Seefeld, soit le meilleur classement de sa carrière dans cette compétition. En 2012, il est notamment quatrième d'une épreuve par équipes à Kuusamo.
Aux Jeux olympiques d'hiver de 2010, il se classe 31e et 41e en individuel.
Aux Jeux olympiques d'hiver de 2014, à Sotchi, pour son ultime compétition internationale il se classe 37e et 39e en individuel.
En 2017, il est nommé entraîneur de l'équipe slovène de combiné nordique. En 2021, il devient l'entraîneur des sauteurs à ski hongrois.

## Palmarès

### Jeux olympiques d'hiver
| Épreuve / Édition | Épreuve / Édition | Vancouver 2010 | Sotchi 2014 |
| Par équipes       | Par équipes       | —              | —           |
| Gundersen         | PT                | 31e            | 37e         |
| Gundersen         | GT                | 41e            | 39e         |

PT = petit tremplin, GT = grand tremplin

### Championnats du monde
| Épreuve / Édition                  | Épreuve / Édition                  | Sapporo 2007                     | Liberec 2009                     | Oslo 2011                        | Val di Fiemme 2013               |
| Sprint 7,5 km                      | Sprint 7,5 km                      | 38e                              | Épreuve inexistante à cette date | Épreuve inexistante à cette date | Épreuve inexistante à cette date |
| Individuel 15 km                   | Individuel 15 km                   | 34e                              | Épreuve inexistante à cette date | Épreuve inexistante à cette date | Épreuve inexistante à cette date |
| Mass-start (départ en masse) 10 km | Mass-start (départ en masse) 10 km |                                  | 33e                              | Épreuve inexistante à cette date | Épreuve inexistante à cette date |
| Gundersen                          | PT + 10 km                         | Épreuve inexistante à cette date | 32e                              | 36e                              | 46e                              |
| Gundersen                          | GT + 10 km                         | Épreuve inexistante à cette date | 24e                              | -                                | 44e                              |
| Par équipes                        | PT                                 | -                                | -                                | 8e                               | 9e                               |
| Par équipes                        | GT                                 | -                                | -                                | 10e                              | Épreuve inexistante à cette date |
| Par équipes                        | Sprint                             | Épreuve inexistante à cette date | Épreuve inexistante à cette date | Épreuve inexistante à cette date | 9e                               |

### Coupe du monde
- Meilleur classement général : 33e en 2011.
- Meilleur résultat individuel : 10e.

#### Classements en Coupe du monde
| Année     | Classement général final |
| 2007-2008 | 62e                      |
| 2008-2009 | 40e                      |
| 2009-2010 | 54e                      |
| 2010-2011 | 33e                      |
| 2011-2012 | 41e                      |
| 2012-2013 | 45e                      |
| 2013-2014 | 49e                      |

### Universiade
- Médaille d'argent à la mass-start par équipes en 2007.

### Coupe continentale
- 3 podiums, dont 1 victoire.